# 藤原岑人
藤原 岑人（ふじわら の みねひと）は、平安時代前期の貴族。藤原南家、中納言・藤原貞嗣の子。官位は従五位上・安芸権守。

## 経歴
仁明朝の承和9年（842年）に発生した承和の変に連座して民部大丞から越中権掾に左遷される（この時の位階は正六位上）。
その後罪を許され、清和朝初頭の貞観元年（859年）散位にあった際に従五位下に叙爵した。陽成朝の元慶2年（878年）安芸権守、翌元慶3年（879年）従五位上に叙任されている。

## 官歴
『六国史』による。
- 時期不詳：正六位上。民部大丞
- 承和9年（842年） 7月26日：越中権掾
- 貞観元年（859年） 11月19日：従五位下
- 元慶2年（878年） 正月11日：安芸権守
- 元慶3年（879年） 正月7日：従五位上

## 系譜
- 父：藤原貞嗣
- 母：多治比公成の娘、または多治比仲子（多治比人足の娘）
- 妻：能美の娘（姓不詳）
  - 男子：藤原恒良
- 妻：通永の女（姓不詳）
  - 男子：藤原近代